# Língua inguche
A língua inguche (ГІалгІай), também conhecida como inguxe é uma língua caucasiana do nordeste falada por aproximadamente 413 000 de pessoas na Inguchétia e Chechênia, na Rússia.  É considerada uma língua estável (não está em risco de desaparecer), falada como primeira língua pela comunidade étnica, apesar de não ser ensinada nas escolas.

## Etimologia
A palavra inguche vem de Inguchétia que deriva do nome da antiga aldeia de Angusht. O tipônimo "Angusht" é uma composição de três palavras: "an" (céu ou horizonte), "gush" (visível) e o sufixo "tĕ" (que indica localidade), traduzindo a palavra como "um lugar onde se vê o horizonte". ГІалгІай, seu exônimo, que pode significar tanto língua inguche como pessoa inguche, pode ser traduzido como "habitante da fortaleza".

## Distribuição geográfica
O inguche é falado por cerca de 413 000 pessoas (2002), principalmente em uma região do Cáucaso que cobre partes da Rússia, principalmente a Inguchétia e a Chechênia. Sendo, na primeira dessas duas divisões federais, considerada língua oficial juntamente com o russo, enquanto na segunda as línguas oficiais são o russo e o checheno, língua que apresenta bilinguismo passivo generalizado com o inguche, por causa de sua semelhança. Os falantes também podem ser encontrados no Cazaquistão, Uzbequistão, Turquemenistão, Bélgica, Noruega, Turquia e Jordânia.

### Status oficial
O inguche é, ao lado do russo, uma língua oficial da Inguchétia, um assunto federal da Rússia.

### Dialetos
O inguche não é dividido em dialetos com exceção do Galanchoz  (nome nativo: Галай-Чӏож/Галайн-Чӏаж), que é considerado de transição entre o checheno e o inguche.

## Fonologia

### Consoantes
As consoantes do Inguche são as seguintes, incluindo a ortografia latina desenvolvida por Johanna Nichols:
|                   |             | Labial | Alveolar     | Alveolar         | Pós-alveolar/ Palatal | Velar | Velar | Uvular | Epiglotal | Glotal |
| central           | sibilante   | Labial | palatalizado | não-palatalizado | Pós-alveolar/ Palatal |       |       | Uvular | Epiglotal | Glotal |
| ----------------- | ----------- | ------ | ------------ | ---------------- | --------------------- | ----- | ----- | ------ | --------- | ------ |
| Nasal             | Nasal       | m      | n            |                  |                       |       |       |        |           |        |
| Plosiva           | ejectiva    | pʼ     | tʼ           | t͡sʼ              | t͡ʃʼ                   | kʼʲ   | kʼ    | qʼ     |           |        |
| Plosiva           | não vozeada | p      | t            | t͡s               | t͡ʃ                    | kʲ    | k     | q      | ʡ         | ʔ      |
| Plosiva           | vozeada     | b      | d            |                  |                       | ɡʲ    | ɡ     |        |           |        |
| Fricativa         | não-vozeada | f      |              | s                | ʃ                     |       | χ     | χ      | ʜ         | h      |
| Fricativa         | vozeada     | ʋ      |              | z                | ʒ                     |       | ʁ     | ʁ      |           |        |
| Aproximante       | Aproximante | ʋ      | l            |                  | j                     |       |       |        |           |        |
| Vibrante múltipla | não-vozeada |        | r̥            |                  |                       |       |       |        |           |        |
| Vibrante múltipla | vozeada     |        | r            |                  |                       |       |       |        |           |        |

### Vogais
As vogais do Inguche são as seguintes:
|             | Anterior | Central | Posterior |
| ----------- | -------- | ------- | --------- |
| Fechada     | i        | ɨ       | u         |
| Semifechada | e        | ə       | o         |
| Semiaberta  | ɛ        |         | ʌ         |
| Aberta      | æ/a      |         | ɔ         |

### Ditongos
Todos os ditongos de Inguche são decrescentes. Eles são: [ei], [ʌi], [ɐi], [oi], [ou], [ʌu], [ɐu]

### Tons
Alguns morfemas de inguche possuem tom que pode ser considerado alto ou ascendente-descendente. O tom pode ter surgido de uma sílaba tônica fora da primeira sílaba, porém agora todas as palavras de inguche tem como sílaba tônica a sua primeira sílaba.

## Escrita
Existe uma hipótese de que no período entre os séculos VIII e XII, quando os templos como Tkhaba-Yerdy surgiram na Inguchétia, um sistema de escrita baseado no alfabeto georgiano foi originado. O que levou os pesquisadores a essa ideia foi a descoberta de um nome não Georgiano ("Enola") escrito no arco da Tkhaba-Yerdy. Além disso, foram encontrados nessa região outros itens arqueológicos com escritas nesse alfabeto, as quais não foram possíveis de decifrar.
O primeiro sistema de escrita adotado por essa língua foi o árabe no início do século XX foi substituído pelo alfabeto latino e após a Revolução de Outubro adotou um sistema de escrita próprio baseado no alfabeto cirílico.
Alfabeto Ínguche:
| А а   | Аь аь | Б б   | В в   | Г г   | Гӏ гӏ | Д д   | Е е   |
| Ё ё   | Ж ж   | З з   | И и   | Й й   | К к   | Кх кх | Къ къ |
| Кӏ кӏ | Л л   | М м   | Н н   | О о   | П п   | Пӏ пӏ | Р р   |
| С с   | Т т   | Тӏ тӏ | У у   | Ф ф   | Х х   | Хь хь | Хӏ хӏ |
| Ц ц   | Цӏ цӏ | Ч ч   | Чӏ чӏ | Ш ш   | Щ щ   | Ъ ъ   | Ы ы   |
| Ь ь   | Э э   | Ю ю   | Я я   | Яь яь | Ӏ ӏ   |       |       |

| Letra | Som                        | Exemplo caso exista (primeiro) |
| ----- | -------------------------- | ------------------------------ |
| а     | [a]                        | ave                            |
| аь    | [æ]                        |                                |
| б     | [b]                        | bola                           |
| в     | [v]                        | você                           |
| г     | [ɡ] ou [ɡʲ]                | garra                          |
| гӀ    | [ʁ]                        | carro                          |
| д     | [d]                        | dado                           |
| е     | [ɛ]                        | pé                             |
| ё     | [jo]                       |                                |
| ж     | [ʒ]                        | jogo                           |
| з     | [z]                        | zebra                          |
| и     | [i] ou [ɨ]                 | ilha                           |
| й     | [j] ou [i] quando йа ou йо | ioiô                           |
| к     | [k] ou [kʲ]                | casa                           |
| кх    | [q]                        |                                |
| къ    | [qʼ]                       |                                |
| кӀ    | [kʼ] ou [kʲʼ]              |                                |
| л     | [l]                        | lado                           |
| м     | [m]                        | mato                           |
| н     | [n]                        | nata                           |
| о     | [o] ou [ɔ] quando oa       | ovo                            |
| п     | [p]                        | pato                           |
| пӀ    | [pʼ]                       |                                |
| р     | [r]                        | rato                           |
| с     | [s]                        | sapo                           |
| т     | [t]                        | tatu                           |
| тӀ    | [tʼ]                       |                                |
| у     | [u]                        | uva                            |
| ф     | [f]                        | faca                           |
| х     | [χ]                        |                                |
| хь    | [ʜ]                        |                                |
| хӀ    | [h]                        | Honda                          |
| ц     | [t͡s]                       |                                |
| цӀ    | [t͡sʼ]                      |                                |
| ч     | [t͡ʃ]                       |                                |
| чӀ    | [t͡ʃʼ]                      |                                |
| ш     | [ʃ]                        | chave                          |
| щ     | [ʃtʃ]                      |                                |
| ъ     | [ʔ]                        |                                |
| ы     | [ə]                        |                                |
| ь     | [ʲ]                        |                                |
| э     | [ɛ]                        | pé                             |
| ю     | [ju]                       |                                |
| я     | [ja]                       |                                |
| яь    | [jæ]                       |                                |
| l     | [ʡ]                        |                                |

## Gramática
O Inguche é uma língua nominativa acusativa na sua sintaxe, apesar de apresentar uma morfologia ergativa.

### Casos
A análise mais recente da língua afirma que ela apresenta oito casos: absolutivo/nominativo, ergativo, genitivo, dativo, alativo, instrumental, lativo e comparativo.
| Casos        | Singular       | Plural          |
| ------------ | -------------- | --------------- |
| Absolutivo   | -⌀             | -azh / -ii, -i3 |
| Ergativo     | -uo / -z, -aa1 | –azh            |
| Genitivo     | -a, -n2        | -ii, -i         |
| Dativo       | -na, aa2       | -azh-ta         |
| Alativo      | -ga            | -azh-ka         |
| Instrumental | -ca            | -azh-ca         |
| Lativo       | -gh            | -egh            |
| Comparativo  | -l             | -el             |

### Pronomes Pessoais
Na origem da língua, para a primeira (exclusiva) e segunda pessoas, a raiz é cv- em todas os casos, exceto no ergativo em que a raiz é vc-. Entretanto, com as mudanças sonoras subsequentes houve a perda da clareza original desta estrutura padrão. Algumas das diferenças vocálicas nestes paradigmas remontam ao pré-checheno-inguche ou pré-nakh, enquanto as alternâncias consonantais são geralmente exclusivas do inguche. O vozeamento é regular para fricativas ao final das palavras em afixos, e não se tem certeza de em que momento histórico essa característica foi adquirida. 
|          |              | Nominativo | Genitivo  | Dativo | Ergativo | Alativo | Ablativo | Instrumental | Lativo  | Comparativo |
| -------- | ------------ | ---------- | --------- | ------ | -------- | ------- | -------- | ------------ | ------- | ----------- |
| Singular | 1ª           | so         | sy        | suona  | aaz      | suoga   | suogara  | suoca(a)     | sogh    | sol         |
| Singular | 2ª           | hwo        | hwa       | hwuona | wa       | hwuoga  | hwuogara | hwuoca       | hwogh   | hwol        |
| Singular | 3ª           | yz         | cyn / cun | cynna  | cuo      | cynga   | cyngara  | cynca        | cogh    | cul / cyl   |
| Plural   | 1ª exclusiva | txo        | txy       | txuona | oaxa     | txuoga  | txuogara | txuoca(a)    | txogh   | txol        |
| Plural   | 1ª inclusiva | vai        | vai       | vaina  | vai      | vaiga   | vaigara  | vaica(a)     | vaigh   | vail        |
| Plural   | 2ª           | sho / shu  | shyn      | shoana | oasha    | shuoga  | shuogara | shuoca(a)    | shogh   | shol        |
| Plural   | 3ª           | yzh        | caar      | caana  | caar     | caarga  | caargara | caarca(a)    | caaregh | caarel      |

### Pronomes demonstrativos
Pronomes demonstrativos não derivados geralmente possuem radicais suplementares. Seus padrões de declinação usam desinências nominais regulares (exceto no plural genitivo), mas têm uma característica distintiva de extensão do radical que consiste em -n- no singular (exceto para os casos ergativo e comparativo) e -aar no plural. Os plurais genitivo e ergativo ambos não possuem sufixo. 
|          | Nominativo | Genitivo | Dativo             | Ergativo | Alativo | Instrumental | Lativo          | Comparativo |
| -------- | ---------- | -------- | ------------------ | -------- | ------- | ------------ | --------------- | ----------- |
| Singular | jer        | uqan     | uqanna             | uquo     | uqanga  | uqanca       | uqanagh /uqnagh | uqal        |
| Plural   | jerazh     | aqaar    | aqaana ("aqaarna") | aqaar    | aqaarga | aqaarca      | aqaaregh        | aqaarel     |

|          | Nominativo  | Genitivo | Dativo           | Ergativo | Alativo | Instrumental | Lativo        | Comparativo |
| -------- | ----------- | -------- | ---------------- | -------- | ------- | ------------ | ------------- | ----------- |
| Singular | yz          | cyn      | cynna            | cuo      | cynga   | cynca        | cynagh, cuogh | cul / cyl   |
| Plural   | yzh, yzhazh | caar     | caana ("caarna") | caar     | caarga  | caarca       | caaregh       | caarel      |

|          | Nominativo    | Genitivo    | Dativo       |
| -------- | ------------- | ----------- | ------------ |
| Singular | dwaarad.ar    | dwaarachyn  | dwaarachoa   |
| Plural   | dwaarad.arazh | dwaarachaar | dwaarachaana |

|        | Nominativo | Genitivo   | Dativo          | Ergativo      | Alativo      | Instrumental | Lativo      | Comparativo |
| ------ | ---------- | ---------- | --------------- | ------------- | ------------ | ------------ | ----------- | ----------- |
| Quem?  | mala       | hwan       | hwanna / hwanaa | hwan / hwanuo | hwanga       | hwanca       | hwanagh     | hwanal      |
| O que? | fy         | sen        | senna / sienaa  | sievuo        | senga        | senca        | sienagh     | sienal      |
| Qual?  | malaghd.ar | malaghchyn | malaghchynna    | malaghchuo    | malaghchynga | malaghchynca | malaghchogh | malaghchul  |

### Conjugação
O Inguche é uma língua que apresenta variantes aktionsart (também chamado de aspecto lexical). Isso significa que as categorias de tempo/aspecto/humor são sinalizadas pelo grau de apote da raiz e do final. Por isso, cada tempo verbal apresenta uma raiz diferente para cada verbo, como mostrado na tabela abaixo: 
| Raiz       | Sufixo                  | Tempo                | Exemplo   |
| ---------- | ----------------------- | -------------------- | --------- |
| Infinitivo | -a                      | Infinitivo           | laaca     |
| Infinitivo | -a                      | Imperativo           | laaca     |
| Presente   | ---                     | Presente genérico    | loac      |
| Presente   | -az&                    | Gerúndio simultâneo  | loacaz&   |
| Presente   | -ar                     | Imperfeito           | loacar    |
| Presente   | -agda                   | Futuro               | loacadda  |
| Passado    | -ar                     | Passado testemunhado | leacar    |
| Passado    | -aa/-na                 | Gerúndio anterior    | leacaa    |
| Passado    | -aa + -d / -na + -d     | Perfeito             | leacaad   |
| Passado    | -aa + -dar / -na + -dar | Mais-que-perfeito    | leacaadar |

### Ordem da frase
Para orações principais, exceto a inicial da frase e outras totalmente novas, o verbo de segunda ordem é mais comum.
Na língua inguche a ordem das frases substantivas é:
Demonstrativo + Delimitador + Cláusula relativa + Genitivo1 + Palavra de grau + Adjetivo + Genitivo2 + Numeral + Substantivo principal

### Número e gênero
Seus marcadores são colocados no início da palavra, para adjetivos e verbos:
|                                    | SIngular | Plural |
| ---------------------------------- | -------- | ------ |
| 1ª e 2ª pessoa                     | в/й      | д      |
| Humanos (substantivos e 3ª pessoa) | в/й      | б      |
| Não Humanos                        | б        | б      |
| Não Humanos                        | б        | д      |
| Não Humanos                        | д        | д      |
| Não Humanos                        | й        | й      |

## Vocabulário

### Números
Da mesma forma que muitas línguas do nordeste caucasiano, o Inguche usa um sistema vigesimal de numeração, em que números menores que vinte são contados em um sistema de base dez, mas as dezenas maiores são de base vinte.
| Ortografia     | Fonética     | Valor | Composição          |
| -------------- | ------------ | ----- | ------------------- |
| cwa            | [t͡sʕʌ]       | 1     |                     |
| shi            | [ʃɪ]         | 2     |                     |
| qo             | [qo]         | 3     |                     |
| d.i'1          | [dɪʔ]        | 4     |                     |
| pxi            | [pxɪ]        | 5     |                     |
| jaalx          | [jalx]       | 6     |                     |
| vorh           | [vʷor̥]       | 7     |                     |
| baarh          | [bar̥]        | 8     |                     |
| iis            | [is]         | 9     |                     |
| itt            | [itː]        | 10    |                     |
| cwaitt         | [t͡sʕɛtː]     | 11    | 1+10                |
| shiitt         | [ʃitː]       | 12    | 2+10                |
| qoitt          | [qoitː]      | 13    | 3+10                |
| d.iitt1        | [ditː]       | 14    | 4+10                |
| pxiitt         | [pxitː]      | 15    | 5+10                |
| jalxett        | [jʌlxɛtː]    | 16    | 6+10                |
| vuriit         | [vʷʊritː]    | 17    | 7+10                |
| bareitt        | [bʌreitː]    | 18    | 8+10                |
| tq'iesta       | [tqʼiːestə̆]  | 19    |                     |
| tq'o           | [tqʼo]       | 20    |                     |
| tq'ea itt      | [tqʼɛ̯æjitː]  | 30    | 20+10               |
| shouztq'a      | [ʃouztqʼə̆]   | 40    | 2×20                |
| shouztq'aj itt | [ʃouztqʼetː] | 50    | 2×20+10             |
| bwea           | [bʕɛ̯æ]       | 100   |                     |
| shi bwea       | [ʃɪ bʕɛ̯æ]    | 200   | 2×100               |
| ezar           | [ɛzər]       | 1000  | emprestado do persa |

### Lista de Swadesh
Abaixo está a Lista de Swadesh da língua Inguche:
| Português                          | Inguche    | Pronúncia  |
| ---------------------------------- | ---------- | ---------- |
| eu                                 | со         | so         |
| tu                                 | хьо        | ḥʳo        |
| ele/ela                            | из         | iz         |
| nós                                | тхо        | txo        |
| vocês                              | шо         | šo         |
| eles/elas                          | уж         | už         |
| isso                               | ер         | jer        |
| aquilo                             | дӀа вар    | dˀa var    |
| aqui                               | укхаз      | ukxaz      |
| lá                                 | цига       | t͡siga      |
| quem                               | мала       | mala       |
| o que                              | фу         | fu         |
| onde                               | мича       | mit͡ʃa      |
| quando                             | маца       | mat͡sa      |
| como                               | мишта      | mišta      |
| não                                | ца         | t͡sa        |
| tudo                               | деррига    | derriga    |
| muito                              | дукха      | duqa       |
| alguns                             | масайтта   | masajtta   |
| um pouco                           | къеззига   | qʼɛzziga   |
| outro                              | кхаво      | kxavo      |
| grande                             | сийлахь    | siilax     |
| longo                              | дIаьха     | dˀäxa      |
| largo                              | шера       | ʃɛra       |
| grosso                             | сома       | soma       |
| pesado                             | деза       | deza       |
| pequeno                            | зIамига    | zˀamiga    |
| curto                              | лоаца      | loaca      |
| estreito                           | готта      | gotta      |
| fino                               | диткъа     | ditqʼa     |
| mulher                             | кхалсаг    | qalsag     |
| homem (adulto do gênero masculino) | маӏа саг   | maˀa sag   |
| homem (civilização humana)         | саг, адам  | sag, adam  |
| criança                            | бер        | ber        |
| esposa                             | сесаг      | sesag      |
| marido                             | мар        | mar        |
| mãe                                | нана       | nana       |
| pai                                | да         | da         |
| animal                             | аькха      | akxa       |
| peixe                              | чкъаьра    | čqʼära     |
| pássaro                            | оалхазар   | oalxazar   |
| cachorro                           | жӀали      | žˀali      |
| piolho                             | меза, маза | meza, maza |
| cobra                              | бIехал     | bˀexal     |
| minhoca                            | нIана      | bˀexal     |
| árvore                             | га         | ga         |
| floresta                           | хьу        | ʜu         |
| graveto                            | гIадж      | ʁadʒ       |
| fruta                              | сом        | som        |
| semente                            | ги         | gi         |
| folha                              | гIа        | ğa         |
| raiz                               | овла       | ovla       |
| flor                               | зиза       | ziza       |
| grama                              | буц        | but͡s       |
| corda                              | муш        | muʃ        |
| pele                               | цIока      | cʼoka      |
| carne                              | дулх       | dulx       |
| sangue                             | цIий       | cʼii       |
| osso                               | тIехк      | tʼexk      |
| ovo                                | фуъ        | fuʔ        |

### Saudações
Abaixo está uma lista com saudações e cumprimentos utilizados no dia-a-dia da língua inguche
| português                            | inguche                  | pronúncia                         |
| ------------------------------------ | ------------------------ | --------------------------------- |
| saudação para uma pessoa             | Моаршал да хьога         | moarshal da hoga                  |
| saudação para um grupo de pessoas    | Моаршал да шуга          | moarshal da shuga                 |
| saudação para uma pessoa             | Ди дика хилда хьа        | di dika hilda hwa                 |
| em resposta à Ди дика хилда хьа      | Хьа а хилда ди дика      | hwa a hilda di dika               |
| saudação padrão                      | Ассаламу іалайкум        | assalamu yalaikum saudação padrão |
| em resposta à Ассаламу іалайкум      | Ва іалайкум салам        | va yalaikum salam                 |
| saudação padrão                      | Салам                    | salam                             |
| "bom dia" para uma pessoa            | Iуйре дика хийла хьа     | wiyra dika hiyla hwa              |
| "boa tarde" para uma pessoa          | Сайре дика хийла хьа     | saira dika hiyla hwa              |
| "bom noite" para uma pessoa          | Бийса даькъала хийла хьа | biysa dakala hiyla hwa            |
| saudação para um grupo de pessoas    | Ди дика хилда шун        | di dika hilda shun                |
| "bom dia" para um grupo de pessoas   | Iуйре дика хийла шун     | wiyra dika hiyla shun             |
| "boa tarde" para um grupo de pessoas | Сайре дика хийла шун     | saira dika hiyla shun             |
| "boa noite" para um grupo de pessoas | Бийса даькъала хийла шун | biysa dakala xiyla shun           |
| "como você está?"                    | Фу деш да шо?            | fu desh da sho                    |